# 鄭兒玉
鄭兒玉（1922年6月27日—2014年12月11日），台灣基督長老教會牧師、台南神學院教授、詩人、時事評論家、母語運動者。〈台灣翠青〉做詞者。

## 略歷
鄭兒玉出生於日治時期的屏東東港，父親經營製米廠。中學就讀於台南長老教中學（今長榮中學）後轉至日本同志社中學。於同志社大學文學部研讀神學，對基督教歷史和西洋近代史產生濃厚興趣。1947年元月學成回台，素未謀面的阮朝日先生聽說有留日學人，特地至基隆碼頭迎接他。因離家已久他先回東港探親，不料被重病的父親感染天花，卻也因需靜養而逃過二二八事件的劫難。
1949年他受教會差派在嘉義布袋鎮沿海開拓傳道，兼任母校長中教師。1955年至芝加哥McCormick神學院研讀碩士學位，後又前往瑞士日內瓦大學普世教會研究所進修，回國後受聘於台南神學院。 1963年受邀擔任西德文化部部賓，參與研究德國的社會與教會關係。1966年又受邀擔任以色列宗教部部賓。鄭兒玉在台南神學院創設了基督教社會互談會（Christian Academy, 1967），此外又舉辦信徒事工班、工業社會服務、家庭協談中心，在高雄市創設生命線等等。
此時國民黨政權開始壓迫長老教會退出普世教會聯盟（World Council of Churches），教會開始抵抗。1971年中华民国失去聯合國席位，尼克森總統訪問北京前，由鄭起底稿長老教會發表了「國是聲明」主張台灣人民對台灣前途有自決權。 隔年鄭赴德於漢堡大學神學院作研究，1975年在美國參加台灣人夏令會。
1977年美國宣布一个中国政策，鄭再度為長老教會《人權宣言》擬底稿。因長老教會及旅美台人的努力，美國國會制定通過了「台灣關係法」。
1979年中美建交，因應時局的變化神學院設立附屬「基督教社會研究所」，鄭擔任所長，同時於長老教會信仰與教制委員會主委任內開始研擬長老教會「信仰告白」。年底即發生高雄美麗島事件，教會有關人士多位受牽連。隔年林宅血案發生，4月總幹事高俊明牧師被逮捕。再隔年陳文成事件發生，鄭牧師等教會人士冒著生命危險牧會關懷遺族眷屬。
1980年前後鄭牧師出任「教會公報」社論主筆和理事長。
1994年他於台南神學院開設「台語文化教室」，推動台灣母語文化建設。2002年他正式二度退休，出版了《押韻詩篇》與《台灣翠青》- 基督信仰與台灣民主運動詩歌二書。仍主持台灣戰後威權時期的文獻整理，積極參與台灣母語各種運動。

## 要事年表
| 年 代                           | 年歲    | 紀事 & 著作 |
| ------------------------------- | ------- | --- |
| 1922                            | 1歲     | 出世(大正11年6月)於高雄州東港街(現在屏東縣東港鎮) |
| 1939.02                         | 17歲    | 在日本京都同志社中學求學中，由同志社校園教會掘貞一牧師領洗禮入聖會 |
| 1946.09                         | 24歲    | 京都同志社大學文學部畢業 |
| 1947.01                         | 25歲    | 返台，在船上開始用功學習台語羅馬字(受教楊東傑醫師) |
| 1948.02                         | 26歲    | 與李春鈴在東港教會結婚，婚後育有兩子。在台語白話字方面，生涯中受她幫助盡多。 8月加入台灣基督長老教會 |
| 1949                            | 27歲    | 被派在嘉義縣布袋沿海開拓傳道12年間，在「教會週末學校」，主要向未信家庭學童教學白話字。 在此中間開始台語創作：〈仰望受難的主〉、〈真光燦爛的金星〉及〈白的雪落來落來〉等未公表不少詩歌與這些小朋友分享。 當時的〈受難的主〉和〈燦爛金星〉，在2002年才正式發表 |
| 1961                            | 39歲    | 在台南神學院學術季刊〈神學與教會〉發表最後的 台語白話字神學論文： “Kiám-thó Tâi-ôan Soan-kàu ê Ki-pún Lōe-iông” (檢討台灣宣教的基本內容)。該論文雖經將近50年，其立論尚堅在正為教會警告 |
| 1967                            | 45歲    | 發表台語詩作〈世間的光地上的鹽〉，由台南神學院老師駱維道牧師作曲 |
| 1969.12                         | 47歲    | 發表台語詩作〈咱要出頭天〉。「出頭天」一詞第一次出現於台灣民主運動之詩歌 |
| 1971年12月29日                  | 49歲    | 鄭兒玉牧師以英文擬底稿(因為對方是美國總統)，由台南神學院講師郭榮敏牧師翻譯為中文，台灣基督長老教會總會常置委員會發表《台灣基督長老教會對「國是的聲明與建議」》 |
| 1972.05                         | 50歲    | 發表台語詩作〈敬母詩〉 |
| 1975年7月15日                   | 53歲    | 發表長篇台語敘事詩： 〈流浪海外台灣人的心聲 Lamentation of the Taiwanese in Exile , New York〉 |
| 1977年8月16日                   | 55歲    | 鄭兒玉牧師將他所擬的〈人權宣言〉底稿提供「擬稿小組」,經熱烈討論被修改後, 由台灣基督長老教會總會常置委員會發表〈台灣基督長老教會「人權宣言」〉，文中說”促請政府採取有效措施，使台灣成為一個新而獨立的國家” |
| 1978                            | 56歲    | 《大英百科大辭典年鑑1977》:刊載台灣基督長老教會發表「人權宣言」 |
| 1978~85                         | 56~63歲 | 破天荒地被長老教會總會連續任命八年為「信仰與教制」(Faith And Order)委員會主任委員，並在任中終始一貫堅持以文雅台語白話字擬「信仰告白」之源稿 |
| 1979                            | 57歲    | 1)發表台語詩作〈咱的鄉土〉 2)由新加坡亞洲基督教協議會出版<亞洲基督教>《台灣基督教史》， “Christianity in Taiwan”in Christianity in Asia, Publ. by Christian Conference of Asia, Singapore, 1979. 時雖仍蔣經國統台的高潮，在書中向國際學術界指出：蔣家政權沒收台灣人母語聖經之事 |
| 1979~2002                       | 57~80歲 | 台南神學院社會研究所所長(Director, Christian Institute for Social Transformation, Tainan Theological College and Seminary)，主要啟蒙教會和社會，如何以基督教信望愛立場，面對酷刑外來政權 |
| 1985                            | 63歲    | 4月，長老教會信仰與教制主委任內，所起稿的「信仰告白」(白話字版)受總會接納 4月，長老教會總會在馬偕醫院台北總院紀念：台灣宣教120週年及「台灣教會公報」創刊百週年感恩禮拜時，受託以「福音不是反共，反共不是福音；教會不是黨外，黨外不是教會」為重題警告教會 7月，被選為「世界基督教大眾傳播學會」中央委員. Elected as member of the Central Committee of the World Association of Christain Comuunication. |
| 1987                            | 65歲    | 被列入美國傳記研究所編的「世界五千名傑出人物」(Five Tousand Personalities of the World) |
| 1991.10                         | 69歲    | 為反對國民黨政權在「雙十節」武裝閱兵,發表評論「凡動刀者，必以刀亡」,自立晚報 |
| 1993                            | 71歲    | 發表台語詩作〈台灣翠青〉，後由蕭泰然教授併入「一九四七序曲」(Overture 1947) |
| 1994~2002                       | 72~80歲 | 台南神學院台語文化教室主任，開始培養台灣母語白話字師資。開課十年間經嚴格考試及格者大約四百名，現今相當多人正在參與母語運動 |
| 1996                            | 74歲    | 發表台語漢字評論「臺灣黑道地位相當高，做黑道bōe-bái」，民眾日報 |
| 1998                            | 76歲    | 1)〈台灣翠青〉參與1998年國際詩作比賽(International Poetry Contest)，被選為「評審出版人賞」(Editor’s Choice Award)。其評語為「此詩有世界觀。」並受典藏於1998年美國國家詩作（The National Library of Poetry） 2)發表台語白話字評論〈只有羅馬字才會得通建立台灣新文化〉，《鄉土文化》。屏東 |
| 1999                            | 77歲    | 教育部「國民教育九年一貫課程」委員會語文組成員 |
| 2001.08                         | 79歲    | 「社團法人台灣羅馬字協會」在淡水成立之時, 受請為該會第一個名譽理事長 |
| 2002.07 2002.09/12 2002/2006.09 | 80歲    | 滿八十歲，七月底正式由台南神學院社會研究所退休，離開服務了23年半的基督教社會研究所、43年的台南神學院校園、和54年的台灣基督長老教會 《台灣翠青》- 基督信仰與台灣民主運動詩歌 第一版/第二版, 台北望春風出版社 《台語押韻啟應詩篇》第一版, 台灣教會公報社 《新版 台語詩篇:押韻啟應》 _____________ |
| 2004                            | 82歲    | 發表台語漢羅論文《最有台灣意識的長老教會出著歹子孫?---以其所面對的語言問題為例，掘出台灣人若欲建國，須迫切地以母語為基底，形成自尊自主之國民性格》（論文集：成大台文系）。 其立論欲提醒同胞：以長老教會特別其神學教育為例，差不多全體台灣人缺亡母語意識，在無意識中假定當然以殖民地時代的「國語」思考書寫，而簡接協力建立舊殖民地文化                                                                   |
| 2007.07-2012.03                 | 85~90歲 | 為紀念〈人權宣言〉30週年的行事之一，受長老教會總會常置委員會委託：擔任「威權時代教會與社會史料整理工作小組」主持人4年半 |
| 2008                            | 86歲    | 國史館出版《台語文運動訪談暨史料彙編》第二單元 意見領袖 列於第一位，〈我有母語，故我自主〉張復聚醫師專訪 專訪中提到「我一生的願望亦可說是我的遺言，就是：希望有一天台灣人能以他們不同的族群母語思考，創出獨一無二的(unique)，並受上帝祝福之世界性台灣國文化。」 |
| 2009                            | 87歲    | 獲教育部頒贈「推展本土語言貢獻獎」 |
| 2010                            | 88歲    | 台南神學院校友會為伊舉辦「鄭兒玉牧師米壽感恩禮拜」。《台灣翠青》- 基督信仰與台灣民主運動詩歌 第三版, 台灣教會公報社 |
| 2012                            | 90歲    | 台南神學院校友會為伊舉辦「榮譽教授鄭兒玉牧師90歲生日感恩神學教育演講會」以「回歸立學原點」為題演講 |
| 2013                            | 91      | 出版《台語白話字新教科書》(教會公報社)。 成大碩士生論文著作《Tīn Jyi-giokk Bo̍ksu ê Bûn-hòa Su-sióng》（鄭兒玉牧師的文化思想），從語言、文字、國家及宗教等面向，來呈現鄭兒玉對台灣語言、羅馬字的主張以及建立新而獨立的台灣之想像 |
| 2014.12.11                      | 92歲    | 逝世於臺南 |

## 主要詩作及著作
- "Oh!  For Whom the Lord was Crucified?" (Taiwanese), 1950; in Taiwan Church News,(Tainan), Apr. 1, 1979.
- "Lán beh Chhut-thâu-thiⁿ "「咱要出頭天,」1969. in Taiwan Church News (Tainan), Dec. 11, 1977.
- "Liû-lōng Hái-gōa Tâi-ôan-lâng ê Sim-siaⁿ,「流浪海外台灣人的心聲,」" New York, 1975; 	Tainan, 2nd, ed., 1992.
- "Lán ê Hiong-thó͘ ”「咱的鄉土,」and "Introducing 'Our Homeland', " in CTC Bulletin (Singapore: CCA), November, 1979.
- "Light of the World, Salt of the Earth"「世間的光地上的鹽,」1968, New Songs of Asian Cities. Tainan: CCA-URM Committee, 1972; and in Neue Cantate Domino, 	Geneva： WCC, 1974; "Das Licht der Welt, das Salz der Erde," (German Translation) in Das Wort der Welt, Jan. 1975;  Hymns from the Four Winds, 1983.
- "Your Kingdom Come"「願你的國臨到,」Composed by J„ Lyim, 1968, Main Theme Hymn, Melbourne International Missionary Conference, 1980. International Review of Mission, (Geneva), Oct. 1980; Composed by Î-tō Lõh in Hymns from the Four Winds. 1983年第三十屆長老教會總會主題歌.
- "Living in Christ with People"「在基督與民眾居起,」Composed by Taihei Satoh,	CCA Assembly Main Theme Hymn, Bangalore, 1981."Power of the Holy Spirit,"「聖神的氣力,」 Composed by Raymond Adams, 1983, in Asian Songs of Worship, Manila, 1988.
- "Risen Jesus - the Life of World"「復活耶穌世界活命,」Composed by Thài-jyian	Siau, 1983.
- "Iû-chú Hôe-hiong"「遊子回鄉,」Composed by Thài-jyian Siau, 1989.
- "Tâi-ôan Chhùi-chhiⁿ " (Taiwan the Green),「台灣翠青,」1993, CIST-TTCS, Tainan; The Commons Daily, Kohyiong, 1994. 入選「世界詩作比賽」(International Poetry Contest), 1998.
- 《台語詩篇：押韻啟應》, 教會公報社(台灣人建立自己,持有理想國家國民風格,每日必需之智慧米糧),2002
- 《台灣翠青》, 望春風出版社 (蔣家威權時代"基督教信仰與台灣民主運動詩歌"總整理),2002.07,2002.12, 2010.06
- 〈最有台灣意識的長老教會出著歹子孫？〉,台灣羅馬字國際研討會,2004